# Ceballos i Sanabria
José Luis Ceballos Garcia (València) i Francisco Sanabria Casado (València) formen el col·lectiu artístic conegut com Ceballos i Sanabria. José Luis és llicenciat en Belles Arts per la UPV. Per la seua banda, Francisco, més conegut com a Paco Sanabria, és llicenciat en Història de l'Art per la UV i en Belles Arts també per la Politècnica del Cap i Casal. Els dos comparteixen títol de màster en Conservació i Restauració de Béns Culturals.

## Història
Durant els seus estudis de BBAA coneixen a Marina Puche. Aquest fet resulta clau ja que a través d'ella coneixen el món dels tallers fallers. És en este moment quan els presenta a son pare, Pepe Puche, i és ell qui els facilita plantar la seua primera falla infantil a l'any 2004 en Quart - Palomar amb el lema "Jugant a ser major".
Conceben la Falla infantil com divertida, alegre i festiva. La seua tècnica hereta recursos d'artistes com el propi Pepe Puche, Jose Gallego i Paco López. Pel que fa a la seua estètica destaca el plantejament amable amb ninots molt expressius sempre amb somriure i de grans formes arrodonides. Tot i mantindre un segell perdurable i recognoscible al llarg del temps evolucionen en la seua escultura i afegeixen la cera com a element en la seua pintura. S'identifiquen amb el corrent didàctic amplament seguit per les Falles infantils contemporànies.
Al llarg de la seua trajectòria artística han plantat en nombroses comissions com Blanqueries, Menéndez Pelayo - Avda. Catalunya, Palleter - Erudit Orellana, Comte Salvatierra - Cirilo Amorós, Ribera - Convent Santa Clara, Camí Nou de Picanya - Nicolau Primitiu, Plaça del Pilar, Ceramista Ros - J.M. Mortes Lerma, totes elles a València, i Sant Antoni a Paiporta entre d'altres. Destaca el seu ràpid ascens a secció especial amb Aras de Alpuente - Castell de Pop només dos anys després del seu primer cadafal. A la màxima categoria de la capital valentina han realitzat Falles a l'encreuament d'Exposició - Misser Mascó i darrerament en Pau - Reina - Sant Vicent.
En paral·lel a la seua pròpia producció artística han col·laborat en la realització de ninots per a Falles grans en el cas de Guillermo Rojas. Donat el seu domini en la creació d'esbossos han sigut requerits en diverses ocasions per fer dibuixos per a altres artistes com Joserra Lisarde o José Luis Platero.
Són els artistes fallers amb més Falles infantils plantades a la Plaça de l'Ajuntament de València de la història amb 12 treballs. Aconsegueixen realitzar-la per primera vegada l'any 2008 dedicant l'obra a les festes de la ciutat amb "Una ciutat... en plena festa!!!". Des d'eixe any fins al 2016 continuen fent la municipal menuda de manera ininterrompuda i en 2023 arribaran a la dotzena amb "Valencians en dansa". La seua producció en aquesta demarcació ve caracteritzada per tractar temes populars de la ciutat seguint el camí marcat per Joan Blanch.
El Museu de l'Artista Faller exposa dos ninots dels artistes indultats per un equip de l'entitat museística. Les dues figures formaren part de la Falla infantil 2017 per la comissió Comte Salvatierra - Cirilo Amorós amb lema "Dibuixant un somni" i de la Falla infantil 2019 ubicada a la demarcació de Ribera - Convent Santa Clara amb lema "Dames i cavallers".
La seua trajectòria en l'art efímer també compta amb participacions a les Fogueres d'Alacant. A la capital de l'Alacantí planten la seua primera obra infantil en 2009 per la comissió Baver - Els Antigons. Continuaran al mateix districte fins a juny de l'any 2013 participant en dos ocasions en la categoria especial. Dos anys més tard la comissió Altossano es fa amb els seus servicis oferint tres Fogueres infantils en la màxima categoria assolint per primera vegada el segon premi. En 2019 repetiran guardó esta vegada en Foguerer - Carolines, continuant l'any següent.
Són autors de nombrosos treballs d'il·lustració per a llibrets i revistes, destacant entre ells la portada de l'edició 2019 de la revista El Turista Fallero. Altres creacions que duen la signatura d'aquest col·lectiu artístic es poden trobar en l'àmbit de la imatgeria religiosa, gegants i cabuts, carrosses per a la batalla de flors i per part de Sanabria en solitari llibres de contes.

## Trajectòria

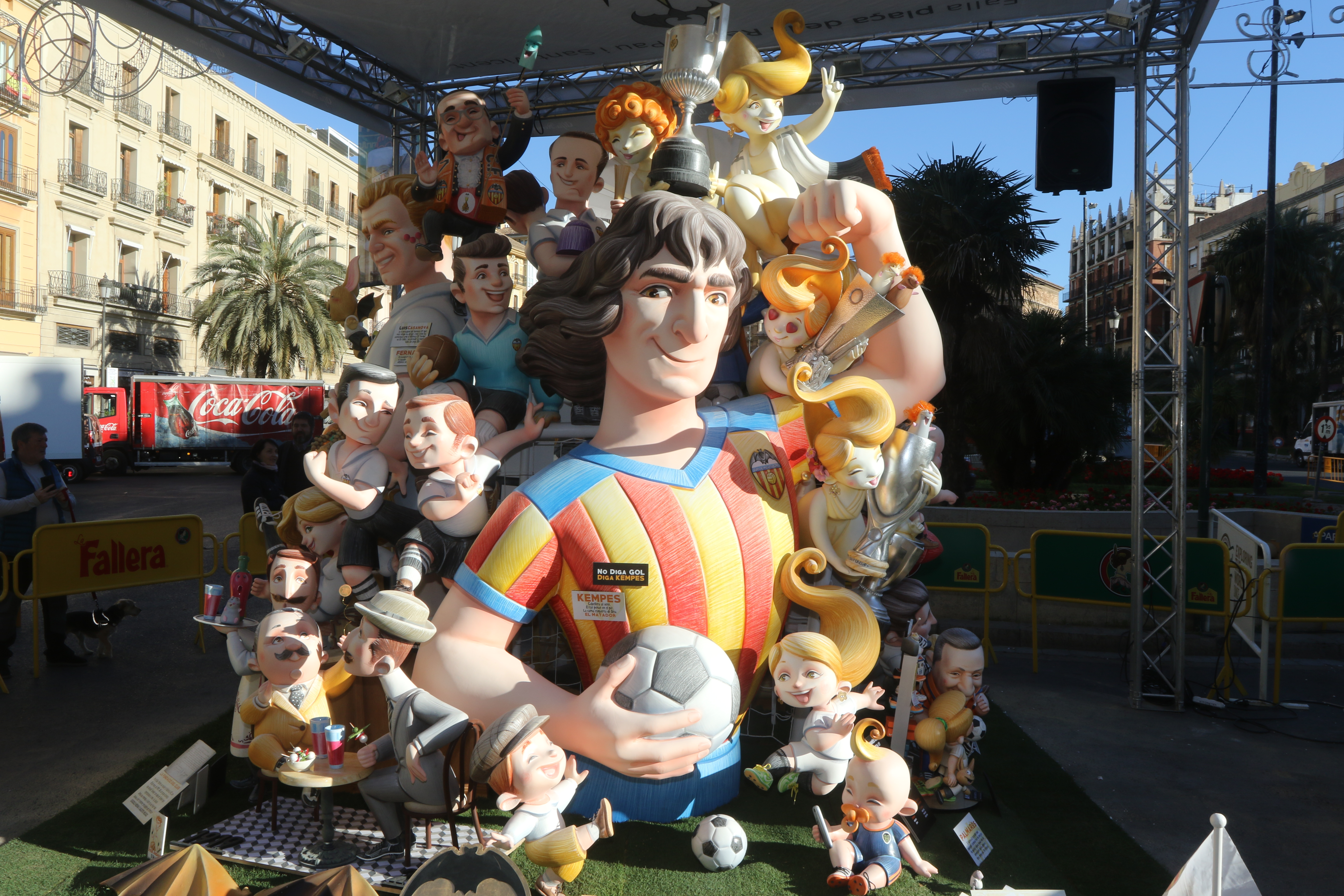

Trajectòria dels artistes Ceballos i Sanabria pel que fa a la creació de Falles i Fogueres.

### Falles
| Any  | Lema                                 | Comissió                               | Localitat | Secció   | Premi Secció | Premi Enginy i Gràcia |
| 2004 | "Jugant a ser majors"                | Quart - Palomar                        | València  | 6a       | 1n           | 2n                    |
| 2005 | "Consell per fer feliç la mascota"   | Quart - Palomar                        | València  | 4a       | 1r           | -                     |
| 2005 | "Al que jugaven nostres iaios"       | Aras de Alpuente - Castell de Pop      | València  | 1a       | 2n           | 1r                    |
| 2006 | "Després de l'escola"                | Quart - Palomar                        | València  | 3a       | 3r           | -                     |
| 2006 | "Neleta, nostra fallereta major"     | Aras de Alpuente - Castell de Pop      | València  | Especial | 11è          | -                     |
| 2007 | "Xocolate boníssim!"                 | Aras de Alpuente - Castell de Pop      | València  | Especial | 5è           | 2n                    |
| 2008 | "Una ciutat... en plena festa!"      | Plaça de l'Ajuntament                  | València  | -        | -            | -                     |
| 2009 | "Xiquets i drets"                    | Ceramista Ros - J.M. Mortes Lerma      | València  | 1a       | 3r           | 2n                    |
| 2010 | "De València i dolces"               | Palleter - Erudit Orellana             | València  | 3a       | 4t           | 1r                    |
| 2010 | "Música al teu estil"                | Ceramista Ros - J.M. Mortes Lerma      | València  | 1a       | 12è          | -                     |
| 2010 | "Entra i voràs"                      | Plaça de l'Ajuntament                  | València  | -        | -            | -                     |
| 2011 | "El món de Daniela"                  | Quart - Palomar                        | València  | 12a      |              |                       |
| 2011 | "La Comtesa d'Arrop i Tallaetes"     | Comte Salvatierra - Cirilo Amorós      | València  | 2a       | 1r           | 3r                    |
| 2011 | "A la Tribuna del Túria"             | Plaça de l'Ajuntament                  | València  | -        | -            | -                     |
| 2012 | "Penjats!"                           | Quart - Palomar                        | València  | 9a       | 1r           | -                     |
| 2012 | "València - Pekín, un amor sense fi" | Comte Salvatierra - Cirilo Amorós      | València  | 1a       | 3r           | 1r                    |
| 2012 | "Viva la Pepa!"                      | Plaça de l'Ajuntament                  | València  | -        | -            | -                     |
| 2013 | "El somni de Cirilamon"              | Comte Salvatierra - Cirilo Amorós      | València  | 1a       | 3r           | -                     |
| 2013 | "La València daurada"                | Plaça de l'Ajuntament                  | València  | -        | -            | -                     |
| 2014 | "La cort del rei Sol"                | Exposició - Misser Mascó               | València  | Especial | 3r           | 1r                    |
| 2014 | "Ajuntament infantil!"               | Plaça de l'Ajuntament                  | València  | -        | -            | -                     |
| 2015 | "Foc i Festa"                        | Comte Salvatierra - Cirilo Amorós      | València  | 1a       | 7è           | -                     |
| 2015 | "Painting Valencia"                  | Plaça de l'Ajuntament                  | València  | -        | -            | -                     |
| 2016 | "Mini-herois"                        | Blanqueries                            | València  | 12a      | 1r           | 1r                    |
| 2016 | "Parla'm de la mar"                  | Comte Salvatierra - Cirilo Amorós      | València  | 1a       | 3r           | -                     |
| 2016 | "De barri en barri"                  | Plaça de l'Ajuntament                  | València  | -        | -            | -                     |
| 2017 | "Paiporta en musical"                | Sant Antoni                            | Paiporta  | -        | 1r           | -                     |
| 2017 | "Dona color"                         | Blanqueries                            | València  | 12a      | 1r           | -                     |
| 2017 | "Drawing a dream"                    | Comte Salvatierra - Cirilo Amorós      | València  | 1a       | 5è           | -                     |
| 2018 | "A l'aire"                           | Sant Antoni                            | Paiporta  | -        | 1r           | -                     |
| 2018 | "Dames i cavallers"                  | Ribera - Convent Santa Clara           | València  | 2a       | 5è           | -                     |
| 2018 | "United Colors of PIlar"             | Plaça del Pilar                        | València  | 1a       | 1r           | 2n                    |
| 2019 | "La nit de Copérnico"                | Camí Nou de Picanya - Nicolau Primitiu | València  | 1a       | 3r           | -                     |
| 2019 | "Amunt!"                             | Reina - Pau - Sant Vicent              | València  | Especial | 7è           | -                     |
| 2021 | "Saps qui sóc?"                      | Plaça de l'Ajuntament                  | València  | -        | -            | -                     |
| 2021 | "De València i monstres"             | Reina - Pau - Sant Vicent              | València  | Especial | 4t           |                       |
| 2022 | "Saps qui sóc... TAMBÉ?"             | Plaça d el'Ajuntament                  | València  | -        | -            | -                     |
| 2022 | "A l'avantguarda"                    | Reina - Pau - Sant Vicent              | València  | Especial | 9è           |                       |
| 2023 | "Valencians en dansa"                | Plaça de l'Ajuntament                  | València  | -        | -            | -                     |

### Fogueres
| Any  | Lema                             | Comissió             | Localitat | Categoria | Premi Secció |
| 2009 | "Renaixement XXI"                | Baver - Els Antigons | Alacant   | 2a        | 1r           |
| 2010 | "Pantheó dels Antigons"          | Baver - Els Antigons | Alacant   | 1a        | 2n           |
| 2011 | "Baver goes to Broadway"         | Baver - Els Antigons | Alacant   | 1a        | 2n           |
| 2012 | "Nirvana"                        | Baver - Els Antigons | Alacant   | Especial  | 6è           |
| 2013 | "I Love Costa Blanca"            | Baver - Els Antigons | Alacant   | Especial  | 7è           |
| 2016 | "La bellesa d'Al-Tozano"         | Altossano            | Alacant   | Especial  | 2n           |
| 2017 | "Anadyoneme"                     | Altossano            | Alacant   | Especial  | 5è           |
| 2018 | "Viva!"                          | Altossano            | Alacant   | 1a        | 3r           |
| 2019 | "Oxígen + Nitrogen = Imaginaire" | Foguerer Carolines   | Alacant   | Especial  | 2n           |
| 2021 | "La Commedia de Foguerarte"      | Foguerer Carolines   | Alacant   | Especial  | 1r           |